# Гейдж, Томас, 1-й виконт Гейдж
Томас Гейдж, 1-й виконт Гейдж (англ. Thomas Gage, 1st Viscount Gage; ок. 1695 — 21 декабря 1754) — британский землевладелец и политик.

## Ранний период жизни
Родился в 1695 году. Старший сын Джозефа Гейджа из замка Ширберн и Элизабет Пенраддок, дочери сэра Джорджа Пенраддока, внук сэра Томаса Гейджа, 2-го баронета (? — 1654). Он унаследовал Хай-Медоу от своего тестя в 1714 году.
В 1715 году он перешёл в англиканскую церковь, возможно, для того, чтобы иметь возможность заседать в парламенте.

## Карьера
Томас Гейдж был избран членом Палаты общин Великобритании от Майнхеда на дополнительных выборах в апреле 1717 года, но был отстранён от должности по петиции в мае 1717 года.
14 сентября 1720 года король Георг I пожаловал ему титулы барона Гейджа из Каслбара в графстве Мейо (Пэрство Ирландии) и виконта Гейджа из Каслайленда в графстве Керри (Пэрство Ирландии). Хотя он именовался виконтом и имел право заседать в ирландской Палате лордов, это не помешало ему заседать в британской Палате общин. В 1719 году он был одним из первоначальных спонсоров Королевской академии музыки, основав лондонскую оперную компанию, которая заказала множество произведений Генделя и других.
Томас Гейдж избирался в Палату общин Великобритании от Тьюксбери на дополнительных выборах в 1721 года и парламентских выборах 1722, 1727, 1734 и 1741 годах.
23 апреля 1744 года его кузен, сэр Уильям Гейдж, 7-й баронет (1695—1744), умер бездетным, и Томас Гейдж унаследовал титул 8-го баронета Гейджа и родовое поместье Фирл-Плейс. Покойным отцом сэра Уильяма был дядя Гейджа — сэр Джон Гейдж, 4-й баронет (1642—1699), шериф Сассекса. На парламентских выборах 1747 года он снова был избран в Тьюксбери и присоединился к оппозиции. В 1747 году был назначен стюардом двора Фредерика, принца Уэльского, и занимал этот пост до 1751 года.

## Личная жизнь
Виконт Гейдж был женат дважды. 3 октября 1713 года он женился первым браком на Бенедикте Мэри Терезе Холл (? — 25 июля 1749), дочери Генри Бенедикта Холла из Хай-Медоу, Глостершир, и его жены Фрэнсис Фортескью.
Благодаря браку с Бенедиктой Томас приобрел в 1714 году богатые поместья в Глостершире, включая дом Хай-Медоу, который стал его главной резиденцией, и синекуру Вердерера Форест-оф-Дин. У супругов было трое детей:
- Уильям Холл Гейдж, 2-й виконт Гейдж (6 января 1717/1718 — 11 октября 1791), старший сын и преемник отца.
- Генерал Достопочтенный Томас Гейдж (10 марта 1718/1719 — 2 апреля 1787)
- Достопочтенная Бенедикта Мария Тереза Гейдж (? — 1775), в 1755 году она замуж за католика Джорджа Тасбурга из Бодни[1][5][6].

Бенедикта умерла в Бристоле 25 июля 1749 года и была похоронена 30 июля 1749 года в Ньюленде, графство Глостершир.
Он женился во второй раз 26 декабря 1750 года на Джейн Бонд, «дочери некоего Годфри», и вдове Генри Джермина Бонда, эсквайра из Бери-Сент-Эдмундса . Её первый муж Генри был племянником (по линии жены) кузена Томаса Гейджа, сэра Уильяма Гейджа, 2-го баронета из Хенгрейва. Джейн умерла без потомства, вскоре после Томаса, 8 октября 1757 года на Довер-стрит, Пикадилли, Лондон. Она была похоронена в церкви Хенгрейв, Сассекс (Саффолк?).

## Дальнейшая жизнь
Виконт Гейдж провел масштабную реконструкцию на Фирл-Плейс в 1743—1753 годах и участвовал в ряде споров о правах на землю, касающихся ветровалов, прав на почву и отходов поместья. Гейдж также потратил немало времени на коллекционирование картин, которые до сих пор хранятся в Длинной галерее Фирл-Плейс.

## Смерть и наследие
Виконт Гейдж скончался 21 декабря 1754 года и был похоронен в Фирле. Ему наследовал его старший сын Уильям Холл Гейдж, 2-й виконт Гейдж.